# Thanatophilus graniger
Thanatophilus graniger es una especie de escarabajo carroñero del género Thanatophilus, categorizada en la tribu Silphini, de la subfamilia Silphinae. Fue descrita por Chevrolat en 1833.

## Distribución
Se distribuye por México.